# 3747 Belinskij
A 3747 Belinskij (ideiglenes jelöléssel 1975 VY5) a Naprendszer kisbolygóövében található aszteroida. Ljudmila Ivanovna Csernih fedezte fel 1975. november 5-én.